# Watshamiella stilifera
Watshamiella stilifera är en stekelart som först beskrevs av Wiebes 1966.  Watshamiella stilifera ingår i släktet Watshamiella och familjen fikonsteklar. Inga underarter finns listade i Catalogue of Life.